# Mark 1 (Grabendolch)

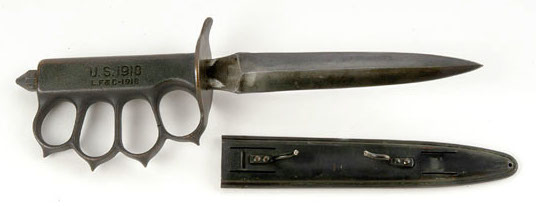
U.S. M1918

Der Mark 1 ist ein Grabendolch der US-amerikanischen Streitkräfte aus dem Jahr 1918. Die Waffe kam im Ersten Weltkrieg nicht mehr zum Einsatz und wurde erst 1943 durch das M3-Grabenmesser abgelöst.

## Geschichte und Konzeption
Die US Army war für den Grabenkrieg schlecht ausgerüstet. Sowohl der U.S. M1917 als auch der U.S. M1918 Grabendolch erwiesen sich als Fehlschläge. Auf Seiten der US Army versuchte man von den Erfahrungen der Franzosen zu lernen und beauftragte eine Kommission von Offizieren, eine neue Grabenmesserkonstruktion zu konzipieren. So galt diesmal das Couteau Poignard Mle 1916 als Vorbild für das Mark 1. Die Klinge entsprach dem französischen Vorbild und war mit einem Griff aus Bronze versehen, der auch als Schlagring genutzt werden konnte. Es handelte sich wieder um eine reine Stichwaffe, während die Grabendolche aus Deutschland oder Österreich-Ungarn dazu im Gegensatz auch als Werkzeuge zu nutzen waren.

## Weiterführende Literatur
- Stephens, Frederick J, 1985: Fighting Knives, Arms and Armour, London, p 69 (ref 339).
- Cole, M H, 1968: (A) Collection of US Military Knives 1861–1968, Cole, Birmingham, Alabama, p 22.